# Low Moor (Virginie)
Pour les articles homonymes, voir Low Moor.
Low Moor est une census-designated place (CDP) du comté d'Alleghany en Virginie, aux États-Unis.